# رز بتی بوپ
رز بتی بوپ (به انگلیسی: Rosa'Betty Boop') یکی از رقم‌های رز است. نام آن برگرفته از بتی بوپ یک شخصیت کارتونی است که توسط مکس فلایشر خلق شده‌است. مرکز گل به رنگ زرد بوده و لبه‌های گل قرمز است.

## تاریخچه
«بتی بوپ» که توسط پرورش دهنده گل رز، تام کاروت پرورش داده شد، به خاطر یک شخصیت کارتونی محبوب آمریکایی در دهه ۱۹۳۰ به نام بتی بوپ نامگذاری گردید.

## توصیف
بتی بوپ یک درختچه بوته ای با اندازه متوسط و راست به ارتفاع ۳ تا ۵ فوت (۹۰–۱۵۱ سانتی‌متر) با گسترش رشد ۳ تا ۴ فوت (۹۰–۱۲۰ سانتی‌متر) است. گل‌ها از جوانه‌های نوک تیز و تقریباً سیاه شکوفا می‌شوند. شکوفه‌ها به قطر ۲ تا ۳ اینچ (۵ تا ۷ سانتی‌متر)، نعلبکی شکل، با گلبرگ‌های نیمه دوتایی (۸ تا ۱۵) هستند. گل‌ها قرمز و سفید، با لبه‌های قرمز و پرچم‌های زرد رنگ هستند.  شکوفه‌ها رایحه ای قوی و میوه ای دارند. «بتی بوپ» بسیار مقاوم به بیماری است. درختچه دارای شاخ و برگ متوسط، براق و سبز تیره است. این گیاه در آب و هوای بسیار متفاوتی رشد می‌کند. این رقم گل رز، در برابر باران، گرما و سرما مقاوم است.